# Художественный музей Лимы
Художественный музей в Лиме (исп. Museo de Arte de Lima, MALI) — художественная галерея в центре перуанского города Лима, официально открытая в марте 1961 года; разместился в здании в стиле неоренессанс, построенном по проекту итальянского архитектора Антонио Леонарди в 1872 году; общая выставочная площадь составляет 4500 м²; представляет постоянную экспозицию, охватывающую 3000 лет: от искусства доколумбовой Америки до современного искусства Перу; проводит временные выставки.

## История и описание
В 1954 году в Лиме было создано художественное объединение «Patronato de las Artes», деятельность которого была направлена на развитие культуры и искусства в Перу — посредством создания художественного музея, которого до того времени не существовал в стране. В 1959 году ассоциации удалось добиться своей цели: городской совет предоставил ей в аренду здание Дворца Выставки, построенного для Международной выставки, проходившей в Лиме в 1872 года. В марте 1956 года в здании началась реставрация, проводившаяся по проекту перуанских архитекторов Эктора Веларде и Хосе Гарсии Брайса. Первая выставка состоялась уже в 1957 году — она была посвящена французской промышленности и культуре, что стало благодарностью за финансовое участие Франции в проекте.
Музей был фактически открыт с 1959 года — но формальной датой его открытия считается 10 марта 1961 года, когда прошла торжественная церемония с участием президента Мануэля Прадо-и-Угартече. В 1966 году в музейном здании появляется реставрационная лаборатория, а в 1974 году здание было признано памятником архитектуры. В 1979 году появилось постановление Верховного суда Перу, в котором помещения музея были объявлены «предназначенными исключительно для культурных целей».
В 1986 году в музее прошла реконструкция — была отремонтирована его библиотека, расположенная на первом этаже. Через два года в музее начала свою деятельность специальная реставрационная мастерская. В 1993 году была создана программа «Друзья музея» (Programa Amigos del Museo, PAM) с целью «установления более тесных связей между обществом и музеем», а через три года в здании прошёл первый ежегодный художественный аукцион. В 1998 году художественным объединением и местными властями был подписан новый договор аренды, продливший её еще на 30 лет.
За годы своего существования музей получил многочисленные пожертвования как от властей и граждан страны, так и от иностранных правительств, включая США. Музею передавались как предметы доколумбова искусства, так и произведения современного искусства. Среди работ, созданных после 1940 года, в музее представлены произведения перуанских художников Фернандо де Шишло, Тильсы Цучии и Херардо Чавеса. Музей также стремится продемонстрировать и художественные тенденции конца XX — начала XXI веков.